# Буй-Девант
Буй-Дева́нт (фр. Bouilh-Devant, окс. Bolh Davant) — коммуна во Франции, находится в регионе Юг — Пиренеи. Департамент — Верхние Пиренеи. Входит в состав кантона Рабастенс-де-Бигор. Округ коммуны — Тарб.
Код INSEE коммуны — 65102.

## География
Коммуна расположена приблизительно в 640 км к югу от Парижа, в 105 км западнее Тулузы, в 19 км к северо-востоку от Тарба.
Коммуна расположена в местности Бигорр. На западе коммуны протекает река Люрюс.

## Климат
Климат умеренно-океанический с солнечной тёплой погодой и обильными осадками на протяжении практически всего года.

## Население
Население коммуны на 2010 год составляло 20 человек.
| 1962 | 1968 | 1975 | 1982 | 1990 | 1999 | 2010 |
| ---- | ---- | ---- | ---- | ---- | ---- | ---- |
| 48   | 39   | 31   | 35   | 27   | 23   | 20   |

## Администрация
| Период | Период | Фамилия      | Партия | Примечания |
| ------ | ------ | ------------ | ------ | ---------- |
| 2001   | 2020   | Венсан Абади |        |            |

## Экономика
В 2010 году среди 12 человек трудоспособного возраста (15-64 лет) 9 были экономически активными, 3 — неактивными (показатель активности — 75,0 %, в 1999 году было 61,5 %). Из 9 активных жителей работали 9 человек (4 мужчины и 5 женщин), безработных не было. Среди 3 неактивных 0 человек были учениками или студентами, 2 — пенсионерами, 1 был неактивным по другим причинам.